# Szczeżar
Szczeżar (biał. Шчэжар; ros. Щежер) – przystanek kolejowy w pobliżu miejscowości Szczeżar 1, w rejonie mohylewskim, w obwodzie mohylewskim, na Białorusi. Leży na linii Osipowicze – Mohylew – Krzyczew.